# Heterodrilus maccaini
Heterodrilus maccaini är en ringmaskart som beskrevs av Erséus 1984. Heterodrilus maccaini ingår i släktet Heterodrilus och familjen glattmaskar. Inga underarter finns listade i Catalogue of Life.